# Кружлова
Кружлова (слч. Kružlová) насељено је мјесто са административним статусом сеоске општине (слч. obec) у округу Свидњик, у Прешовском крају, Словачка Република.

## Становништво
| Година:    | 1994. | 2004.   | 2014.    | 2024.    |
| ---------- | ----- | ------- | -------- | -------- |
| Број људи: | 522   | 566     | 684      | 753      |
| Разлика:   |       | +8,42 % | +20,84 % | +10,08 % |

| Година:    | 2023. | 2024. |
| ---------- | ----- | ----- |
| Број људи: | 753   | 753   |
| Разлика:   |       | +0 %  |

Према подацима о броју становника из 2024. године насеље је имало 753 становника.